# Slopná
Slopná (em húngaro: Szolopna) é um município da Eslováquia, situado no distrito de Považská Bystrica, na região de Trenčín. Tem 7,64 km² de área e sua população em 2018 foi estimada em 485 habitantes.

## Demografia
| Ano:        | 1994 | 2004   | 2014   | 2024   |
| ----------- | ---- | ------ | ------ | ------ |
| Broj ljudi: | 509  | 491    | 477    | 496    |
| Razlika:    |      | -3,53% | -2,85% | +3,98% |

| Ano:               | 2023 | 2024   |
| ------------------ | ---- | ------ |
| Número de pessoas: | 495  | 496    |
| Diferença:         |      | +0,20% |